# Fehéroroszország az olimpiai játékokon

1994

Fehéroroszország sportolói először 1952-ben, a Helsinkiben megrendezett nyári olimpiai játékokon szerepeltek, a Szovjetunió csapatában. A Szovjetunió 1991-es felbomlását követően az 1992-es téli és nyári játékokon a fehérorosz sportolók az Egyesített Csapat tagjai voltak, és először csak az 1994-es téli játékokon képviselte magát az ország önálló csapattal, azóta valamennyi olimpián részt vett.
A szovjet időkben közel 130 fehérorosz származású sportoló nyert érmet az olimpiákon, a független Fehéroroszország sportolói eddig 105 érmet szereztek, legeredményesebb sportáguk az atlétika.
A Fehérorosz Nemzeti Olimpiai Bizottság 1991-ben alakult meg, a NOB 1993-ban vette fel tagjai közé, jelenlegi elnöke Aljakszandr Rihoravics Lukasenka, az állam köztársasági elnöke.

## Éremtáblázatok

### Érmek a nyári olimpiai játékokon
| Olimpia              | Arany                          | Ezüst                          | Bronz                          | Összesen                       |
| 1952–1988            | A Szovjetunió részeként        | A Szovjetunió részeként        | A Szovjetunió részeként        | A Szovjetunió részeként        |
| 1992, Barcelona      | Az Egyesített Csapat részeként | Az Egyesített Csapat részeként | Az Egyesített Csapat részeként | Az Egyesített Csapat részeként |
| 1996, Atlanta        | 1                              | 6                              | 8                              | 15                             |
| 2000, Sydney         | 3                              | 3                              | 11                             | 17                             |
| 2004, Athén          | 2                              | 5                              | 6                              | 13                             |
| 2008, Peking         | 3                              | 4                              | 7                              | 14                             |
| 2012, London         | 2                              | 5                              | 3                              | 10                             |
| 2016, Rio de Janeiro | 1                              | 4                              | 4                              | 9                              |
| 2020, Tokió          | 1                              | 3                              | 3                              | 7                              |
| Összesen             | 13                             | 30                             | 42                             | 85                             |

### Érmek a téli olimpiai játékokon
| Olimpia              | Arany                          | Ezüst                          | Bronz                          | Összesen                       |
| 1956–1988            | A Szovjetunió részeként        | A Szovjetunió részeként        | A Szovjetunió részeként        | A Szovjetunió részeként        |
| 1992, Albertville    | Az Egyesített Csapat részeként | Az Egyesített Csapat részeként | Az Egyesített Csapat részeként | Az Egyesített Csapat részeként |
| 1994, Lillehammer    | 0                              | 2                              | 0                              | 2                              |
| 1998, Nagano         | 0                              | 0                              | 2                              | 2                              |
| 2002, Salt Lake City | 0                              | 0                              | 1                              | 1                              |
| 2006, Torino         | 0                              | 1                              | 0                              | 1                              |
| 2010, Vancouver      | 1                              | 1                              | 1                              | 3                              |
| 2014, Szocsi         | 5                              | 0                              | 1                              | 6                              |
| 2018, Phjongcshang   | 2                              | 1                              | 0                              | 3                              |
| 2022, Peking         | 0                              | 2                              | 0                              | 2                              |
| Összesen             | 8                              | 7                              | 5                              | 20                             |

## Érmek sportáganként

### Érmek a nyári olimpiai játékokon sportáganként
| Fehéroroszország érmei a nyári olimpiai játékokon sportáganként | Fehéroroszország érmei a nyári olimpiai játékokon sportáganként | Fehéroroszország érmei a nyári olimpiai játékokon sportáganként | Fehéroroszország érmei a nyári olimpiai játékokon sportáganként | Az olimpiai zászlaja |

| Sportág       | Arany | Ezüst | Bronz | Összesen |
| ------------- | ----- | ----- | ----- | -------- |
| Atlétika      | 3     | 5     | 7     | 15       |
| Torna         | 2     | 4     | 7     | 13       |
| Kajak-kenu    | 2     | 3     | 4     | 9        |
| Evezés        | 2     | 1     | 4     | 7        |
| Súlyemelés    | 1     | 4     | 3     | 8        |
| Sportlövészet | 1     | 2     | 4     | 7        |
| Cselgáncs     | 1     | 0     | 1     | 2        |
| Tenisz        | 1     | 0     | 1     | 2        |
| Birkózás      | 0     | 7     | 7     | 14       |
| Úszás         | 0     | 2     | 1     | 3        |
| Ökölvívás     | 0     | 2     | 0     | 2        |
| Öttusa        | 0     | 0     | 2     | 2        |
| Kerékpározás  | 0     | 0     | 1     | 1        |
| Összesen      | 13    | 30    | 42    | 85       |

### Érmek a téli olimpiai játékokon sportáganként
| Fehéroroszország érmei a téli olimpiai játékokon sportáganként | Fehéroroszország érmei a téli olimpiai játékokon sportáganként | Fehéroroszország érmei a téli olimpiai játékokon sportáganként | Fehéroroszország érmei a téli olimpiai játékokon sportáganként | Az olimpiai zászlaja |

| Sportág        | Arany | Ezüst | Bronz | Összesen |
| -------------- | ----- | ----- | ----- | -------- |
| Biatlon        | 4     | 4     | 3     | 11       |
| Síakrobatika   | 4     | 2     | 2     | 8        |
| Gyorskorcsolya | 0     | 1     | 0     | 1        |
| Összesen       | 8     | 7     | 5     | 20       |

## Zászlóvivők
- 1994. évi téli olimpiai játékok – Ihar Mikalajevics Zsaljazovszki
- 1996. évi nyári olimpiai játékok – Ihar Vjacsaszlavavics Asztapkovics
- 1998. évi téli olimpiai játékok – Aljakszandr Uladzimiravics Papov
- 2000. évi nyári olimpiai játékok – Szjarhej Mikalajevics Listvan
- 2002. évi téli olimpiai játékok – Aleh Uladzimiravics Rizsankov
- 2004. évi nyári olimpiai játékok – Aljakszandr Vasziljevics Mjadzvedz
- 2006. évi téli olimpiai játékok – Aljakszandr Uladzimiravics Papov
- 2008. évi nyári olimpiai játékok – Aljakszandr Anatolevics Ramanykov
- 2010. évi téli olimpiai játékok – Aleh Uladzimiravics Antonyenka
- 2012. évi nyári olimpiai játékok – Makszim Mikalajevics Mirni
- 2014. évi téli olimpiai játékok – Aljakszej Henadzevics Hrisin
- 2016. évi nyári olimpiai játékok – Vaszil Vaszilevics Kirijenka
- 2018. évi téli olimpiai játékok – Ala Pjatrovna Cuper
- 2020. évi nyári olimpiai játékok – Hanna Maruszava, Mikita Cmih
- 2022. évi téli olimpiai játékok – Ihnat Ivanovics Holovatjuk, Anna Andrejevna Nifontova